# 1552
| [ Edytuj tabelę ]              | |
| Król Polski                    | - 1530 Zygmunt II August 1572 |
| Współksiążęta Andory           | - 1551 Joan Punyet (p.o.) 1552 - 1552 Miquel Despuig 1556 - 1517 Henryk II 1555 |
| Król Anglii                    | - 1547 Edward VI 1553 |
| Władca Azteków                 | - 1541 Diego de San Francisco Tehuetzquitizin 1554 |
| Elektor Brandenburgii          | - 1535 Joachim II Hektor 1571 |
| Książę Bawarii                 | - 1550 Albrecht V 1579 |
| Sułtan Brunei                  | - 1521 Abdul Kahar 1575 |
| Cesarz Chin                    | - 1521 Jiajing 1566 |
| Król Czech                     | - 1526 Ferdynand I Habsburg 1564 |
| Król Danii                     | - 1534 Chrystian III 1559 |
| Dalajlama                      | - 1543 Sonam Gjaco 1588 |
| Cesarz Etiopii                 | - 1540 Klaudiusz 1559 |
| Król Francji                   | - 1547 Henryk II 1559 |
| Król Hiszpanii                 | - 1516 Karol I 1556 |
| Hrabia Holandii                | - 1515 Karol I Habsburg 1555 |
| Szach Iranu                    | - 1524 Tahmasp I 1576 |
| Państwo Wielkich Mogołów       | - 1545 Islam Szah Suri 1553 |
| Władca Inków                   | - 1545 Sayri Tupac 1558 |
| Król Irlandii                  | - 1547 Edward VI Tudor 1553 |
| Cesarz Japonii                 | - 1526 Go-Nara 1557 |
| Kalif                          | - 1520 Sulejman I 1566 |
| Patriarcha Konstantynopola     | - 1546 Dionizy II 1555 |
| Władca Korei                   | - 1545 Myŏngjong 1567 |
| Wielki książę litewski         | - 1530 Zygmunt August 1569 |
| Sułtan Maroka                  | - 1549 Muhammad asz-Szajch 1554 |
| Senior Monako                  | - 1532 Honoriusz I 1581 |
| Król Nawarry                   | - 1516 Henryk II 1555 |
| Król Norwegii                  | - 1534 Chrystian III 1559 |
| Sułtan Omanu                   | - 1529 Bakarat ibn Muhammad 1560 |
| Elektor Palatynatu             | - 1544 Fryderyk II 1556 |
| Papież                         | - 1550 Juliusz III 1555 |
| Książę Parmy                   | - 1547 Oktawiusz Farnese 1556 |
| Król Portugalii                | - 1521 Jan III 1557 |
| Książę w Prusach               | - 1525 Albrecht 1568 |
| Car Rosji                      | - 1547 Iwan IV Groźny 1584 |
| Cesarz Rzymski (niemiecki)     | - 1519 Karol V Habsburg 1558 |
| Kapitanowie Regenci San Marino | - 1551 Pier Leone Corbelli Pier Matteo Belluzzi 1552 - 1552 Gio. Lodovico di Matteo Belluzzi Baldo di Gaspare 1552 - 1552 Antonio di Piero Tontini Vincenzo di Giovanni di Andrea 1553 |
| Elektor Saksonii               | - 1547 Maurycy Wettyn 1553 |
| Król Szkocji                   | - 1542 Maria Stuart 1567 |
| Król Szwecji                   | - 1521 Gustaw I Waza 1560 |
| Król Tajlandii                 | - 1548 Phra Maha Chakkraphat 1568 |
| Sułtan Turków                  | - 1520 Sulejman Wspaniały 1566 |
| Doża Wenecji                   | - 1545 Francesco Donato 1553 |
| Król Węgier                    | - 1526 Ferdynand I 1564 - 1540 Jan II Zygmunt Zápolya 1571 |

Rok 1552 / MDLII
stulecia: XV wiek ~
XVI wiek ~
XVII wiek

lata: 1542 «
1547 «
1548 «
1549 «
1550 «
1551 «
1552
» 1553
» 1554
» 1555
» 1556
» 1557
» 1562

## Wydarzenia w Polsce
- 2 lutego – w Piotrkowie rozpoczął obrady sejm[1].
- Projekt utworzenia w Polsce Kościoła narodowego (kalwińskiego).
- Hierarchia katolicka domaga się prawa sądzenie szlachty w sprawach religijnych[2].

## Wydarzenia na świecie
- 15 stycznia – na zamku w Chambord niemieccy książęta protestanccy i król Francji Henryk II Walezjusz zawarli układ skierowany przeciw cesarzowi Karolowi V Habsburgowi.
- 9 lutego – założono miasto Valdivia w Chile.
- 2 października – car Iwan Groźny zdobył Kazań i przyłączył do Rosji chanat kazański.

- Węgry – obrona Egeru przed Turkami.

## Urodzili się
- 8 lutego – Agrippa d’Aubigné, francuski poeta, protestant (zm. 1630)
- 19 lutego – Melchior Klesl, biskup Wiednia i kanclerz cesarza Macieja (zm. 1630)
- 20 kwietnia – Fryderyk IV legnicki, książę legnicki z dynastii Piastów (zm. 1596)
- 17 czerwca – Jan Jerzy oławski, książę oławski z dynastii Piastów (zm. 1592)
- 18 lipca – Rudolf II Habsburg, cesarz rzymski (zm. 1612)
- 26 lipca – Piotr Artomiusz, toruński teolog i kaznodzieja luterański (zm. 1609)
- 18 sierpnia – Jan VI von Sitsch, biskup wrocławski, starosta generalny Śląska (zm. 1608)
- 17 września – Camillo Borghese, późniejszy papież Paweł V (zm. 1621)
- 20 września – Laurentius Scholtz, czeski szlachcic, botanik i lekarz (zm. 1599)
- 22 września – Wasyl IV Szujski, car Rosji (zm. 1612)
- 6 października – Matteo Ricci, włoski misjonarz z zakonu jezuitów (zm. 1610)
- 11 października – Dymitr Iwanowicz, pierwszy carewicz wszechruski (zm. 1553)
- 20 października – Szymon Rudnicki, biskup warmiński i sekretarz wielki koronny (zm. 1621)
- 23 października – Odet de Turnèbe, francuski dramaturg, syn Turnebusa profesora (zm. 1581)
- 28 października – Szymon de Rojas, hiszpański trynitarz, święty katolicki (zm. 1624)
- 29 grudnia – Henryk Burbon, drugi książę de Condé (zm. 1588)

Data dzienna nieznana: 
- Hans von Aachen, niemiecki malarz manierysta (zm. 1615)
- Pompeio Arrigoni, włoski kardynał (zm. 1616)
- Agostino Galamina, włoski kardynał, dominikanin (zm. 1639)
- Piotr Fabrycy Kowalski, jezuita, tłumacz, autor dzieł teologicznych, pisarz (zm. 1622)
- Matka Katarzyna z Kłobucka, polska Służebnica Boża Kościoła katolickiego (zm. 1620)
- Marcin Laterna, polski pisarz, kaznodzieja królewski, teolog (zm. 1598)
- Petrus Plancius, holenderski astronom, kartograf i teolog (zm. 1622)
- Jan Potocki, generał ziem podolskich, pisarz polny koronny (zm. 1611)
- Regina Protmann, zakonnica, błogosławiona katolicka (zm. 1613)
- Tomasz Shichirō, japoński męczennik, błogosławiony katolicki (zm. 1622)
- Edmund Spenser, angielski poeta i humanista (zm. 1599)

## Zmarli
- 21 kwietnia – Peter Apianus, niemiecki humanista, kartograf, matematyk, astronom (ur. 1495)